# Liste der Naturdenkmale in Abtweiler
Die Liste der Naturdenkmale in Abtweiler nennt die im Gemeindegebiet von Abtweiler ausgewiesenen Naturdenkmale (Stand 7. März 2024).

## Ehemalige Naturdenkmale
| Nr.         | Bezeichnung | Lage                        | Beschreibung                                              | Bild                                    |
| ----------- | ----------- | --------------------------- | --------------------------------------------------------- | --------------------------------------- |
| ND-7133-440 | Eiche       | Hauptstraße, bei Nr. 1 Lage | Quercus sp.; Baum abgegangen, Rechtsverordnung aufgehoben | Direkt Bild zu diesem Denkmal hochladen |